# Clytie devia
Clytie devia là một loài bướm đêm trong họ Erebidae.